# Кімболл (Теннессі)
Кімболл (англ. Kimball) — місто (англ. town) в США, в окрузі Меріон штату Теннессі. Населення — 1545 осіб (2020).

## Географія
Кімболл розташований за координатами 35°2′44″ пн. ш. 85°40′25″ зх. д. / 35.04556° пн. ш. 85.67361° зх. д. (35.045633, -85.673496).  За даними Бюро перепису населення США в 2010 році місто мало площу 12,61 км², уся площа — суходіл.

## Демографія
Згідно з переписом 2010 року, у місті мешкало 1395 осіб у 584 домогосподарствах у складі 401 родини. Густота населення становила 111 осіб/км².  Було 649 помешкань (51/км²).
Расовий склад населення:
| - 93,6 % — білих - 2,9 % — азіатів - 0,9 % — чорних або афроамериканців - 0,1 % — корінних американців |

До двох чи більше рас належало 1,6 %. Частка іспаномовних становила 2,2 % від усіх жителів.
За віковим діапазоном населення розподілялося таким чином: 19,3 % — особи молодші 18 років, 65,1 % — особи у віці 18—64 років, 15,6 % — особи у віці 65 років та старші. Медіана віку мешканця становила 44,8 року. На 100 осіб жіночої статі у місті припадало 98,4 чоловіків;  на 100 жінок у віці від 18 років та старших — 95,8 чоловіків також старших 18 років.
Середній дохід на одне домашнє господарство  становив 56 885 доларів США (медіана — 45 000), а середній дохід на одну сім'ю — 66 995 доларів (медіана — 57 167). Медіана доходів становила 44 271 долар для чоловіків та 31 875 доларів для жінок. За межею бідності перебувало 12,7 % осіб, у тому числі 19,5 % дітей у віці до 18 років та 14,3 % осіб у віці 65 років та старших.
Цивільне працевлаштоване населення становило 627 осіб. Основні галузі зайнятості: освіта, охорона здоров'я та соціальна допомога — 16,4 %, роздрібна торгівля — 15,2 %, виробництво — 14,5 %.